# اسوالدو لاپورت
اسوالدو لاپورت (اسپانیایی: Osvaldo Laport‎؛ زادهٔ ۱۲ اوت ۱۹۵۶) بازیگر اروگوئه‌ای-آرژانتینی است. نخستین بازیگری حرفه‌ای، ایفای نقشی در تئاتر اهمیت جدی بودن بود.
از فیلم‌ها یا مجموعه‌های تلویزیونی که وی در آن‌ها نقش داشته‌است، می‌توان به ستاره کوچک من اشاره نمود.